# SMS Prinz Adalbert (1864)
SMS Prinz Adalbert byla první pancéřová loď pruského námořnictva. Původně byla postavena pro konfederační námořní síly. Pojmenovaná je podle prince Adalberta Pruského (1811–1873).
Prinz Adalbert byl postaven v loděnicích L'Armand v Bordeaux, pod krycím názvem Cheops, spolu se svou sesterskou lodí Sphinx (pozdější CSS Stonewall). Jelikož americká občanská válka skončila před dokončením lodě, hledaly loděnice nového kupce. Toho našly v Prusku, které do té doby ještě nemělo žádnou opancéřovanou loď. Prinz Adalbert byl předán do pruských rukou 10. července 1865.
Loď byla vyzbrojena sedmimetrovým klounem a třemi 36liberními děly s hladkou hlavní. Již v létě 1866 byla přezbrojena na dvě 210 mm a dvě 170 mm děla výroby Krupp.
Během prusko-francouzské války byla loď převelena do ústí Labe. Obrněnec nakonec nesloužil v pruském námořnictvu dlouho – v roce 1871 bylo zjištěno, že její dřevěný trup pomalu zahnívá. 23. října 1871 byla vyřazena z aktivní služby a 28. května 1875 vyškrtnuta ze stavů pruského námořnictva. V roce 1878 byla rozebrána ve Wilhelmshavenu.